# ویت‌هرال (تگزاس)
ویت‌هرال (به انگلیسی: Whitharral) یک منطقهٔ مسکونی در ایالات متحده آمریکا است که در تگزاس واقع شده‌است. ویت‌هرال ۱۷۵ نفر جمعیت دارد و ۱٬۰۶۱٫۰۲ متر بالاتر از سطح دریا واقع شده‌است.